# Coua berthae
Coua berthae (коуа Бети) — вимерлий вид зозулеподібних птахів родини зозулевих (Cuculidae), що був ендеміком Мадагаскару. Це був найбільший представник свого роду.

## Відкриття
Французький натураліст Альфред Грандідьє знайшов викопну цівку птаха в Апасамбазімбі ще у 1911 році. Вона наразі класифікується як паратип. Голотип, ліва частина тазової кістки, був знайдений у 1983 році в печері д'Анджоїбе, неподалік від Андранобоки.
Вид був названий на честь малагасійського приматолога і палеонтолога Бети Ракотосаміманани.

## Опис
Довжина половини тазової кісти птаха становить 68,2 мм, а довжина цівки — 92,9 мм. Імовірно, коуа Бети був найбільшим представником свого роду. Методом лінійної регресії була вирахувана імовірна мінімальна вага птаха — 740 г, що удвічі більше за вагу великого коуа — найбільшого живого представника роду. Імовірно, коуа Бети вів наземний спосіб життя і погано літав.

## Вимирання
Коуа Бети відомий лише за скам'янілими рештками, що датуються голоценом. Причини вимирання цього виду невідомі. Можливо, воно було спричинене обезлісненням.